# Флиппазы
Флиппазы (англ. flippases, от англ. flip, «перевёртывать») — мембранные ферменты, переносящие молекулы фосфолипидов между двумя сторонами липидного бислоя клеточных мембран. Такой перенос фосфолипида требует энергии и проходит с потреблением АТФ. Флиппазы относятся к АТФазам P типа, у человека к флиппазам относится АТФаза II. Флиппазы переносят фосфатидилэтаноламин и фосфатидилсерин с внешнего (для внешней плазматической мембраны) и люминального (в случае внутриклеточных органелл) слоя мембраны на цитозольный слой мембраны. 
АТФ-зависимый перенос фосфолипидов между слоями мембраны также осуществляется флоппазами, которые переносят фосфолипиды, наоборот, с цитозольного слоя на внешний. Флоппазная реакция является более медленной и осуществляется ABC-переносчиками (ATP-binding cassette (ABC) transporters) без какой-либо чёткой фосфолипидной специфичности. 
Предполагается также существование АТФ-независимых переносчиков фосфолипидов: скрэмблазы, кальций-зависимого переносчика, который переносит молекулы фосфолипидов по концентрационному градиенту. АТФ-независимая флиппаза эндоплазматического ретикулума обеспечивает перераспределение фосфолипидов при их клеточном синтезе.

## История
Существование флиппаз было предсказано в 1972 году английским биологом Марком Бретшером, который и предложил это название. С помощью флиппаз он пытался объяснить процесс формирования асимметричного фосфолипидного бислоя. В то время как фосфолипиды способны быстро диффундировать в продольном измерении мембраны, их полярные группы сильно ограничивают их поперечное передвижение, т.к. для „прыжка“ с одного слоя на другой полярная группа должна пройти через гидрофобную середину бислоя.

## Роль в клетке
Многие клетки активно поддерживают асимметричность фосфолипидного состава бислоя мембран, что необходимо для их нормального функционирования. Например, потеря асимметричности и появление анионного фосфолипида фосфатидилсерина на наружном слое клеточной мембраны служит для фагоцитарных клеток организма индикатором апоптозных клеток. Рецепторы макрофагов распознают фосфатидилсерин и фагоцитируют такие клетки.